# Treehouse of Horror III
Treehouse of Horror III, titulado Especial noche de brujas III en España y La casita del horror III en Latinoamérica, es un especial de Halloween perteneciente a la cuarta temporada de la serie de televisión de Los Simpson. Fue estrenado en la cadena Fox el 29 de octubre de 1992. En este especial de Halloween, Homer le compra a Bart un muñeco Krusty parlante malvado, King Homer es capturado por el Sr. Burns, y Bart y Lisa causan una masacre con zombis en Springfield. El episodio fue escrito por Al Jean, Mike Reiss, Jay Kogen, Wallace Wolodarsky, Sam Simon y Jon Vitti, y dirigido por Carlos Baeza.

## Sinopsis
Antes de la secuencia de presentación Homer saludó al público les dice que le habían dicho que el episodio es terrorífico y les dice que puede dar pesadillas a los niños y les dice que apague el televisor y se lo apagan en su cara. Luego, los Simpson celebran una fiesta de Halloween en su casa, con la mayoría de los niños de Springfield. Lisa, el Abuelo y Bart cuentan cada uno una historia de terror. Los disfraces de Halloween incluyen a Homer como Julio César, Marge como Cleopatra, Bart como Alex DeLarge de La Naranja Mecánica, Lisa como la Estatua de la Libertad, Milhouse como Flash, Martin como Calíope, Nelson como un pirata, Janey como un hada, Wendell como un astronauta, Lewis como el monstruo de Frankenstein y Ned Flanders como un zombi sin cabeza.

### Clown Without Pity
"El Payaso Sin Piedad / El muñeco sin piedad"
El segmento comienza en el cumpleaños de Bart, en la casa de los Simpson. Homer, repentinamente, se da cuenta de que había olvidado de comprarle un regalo de cumpleaños a Bart, por lo que va a comprarle uno en una tienda en donde se vendían artículos de magia negra. Allí, compra un muñeco parlante de Krusty el Payaso. El vendedor le advierte que el muñeco tiene una maldición, pero Homer no le hace caso. Luego, regresa a la fiesta, y le regala el muñeco a Bart. El Abuelo comienza a decir que el muñeco es malo, pero admite que solo lo hacía para llamar la atención. Más tarde, cuando Homer juega con el muñeco, éste le dice que lo va a matar. Al principio no le hace caso, pero luego el muñeco lo amenaza con un enorme cuchillo. Después de que el muñeco intente matarlo muchas veces más, Homer lo mete en una bolsa, lo encierra en una valija y lo arroja a un "Pozo sin Fondo". Cuando regresa a su casa, Homer se recuesta en la sala, pero se encuentra al payaso, que había logrado escapar. Marge finalmente ve al muñeco ahorcando a Homer (antes, ningún miembro de su familia le había creído a Homer), y llama a la compañía "KrustyCo" para que la ayuden. Un encargado de la empresa arregla el problema, moviendo el interruptor del muñeco de "Malvado" a "Bueno". Finalmente, el muñeco Krusty se convierte en el sirviente de Homer.

### King Homer
"King Homero / King Homer"
En un segmento en blanco y negro, Marge acompaña al Sr. Burns y a Smithers a una expedición a la Isla del Simio, para encontrar al legendario King Homer. Después de aterrizar en la isla, el Sr. Burns, Smithers, y Marge ven a la tribu nativa, pero son atrapados, ya que el cabello de Marge podía ser visto sobre los arbustos. Los nativos se ponen de acuerdo en que "La mujer del cabello azul haría un buen sacrificio" y la atan a un poste. Un sonido de tambores presenta a King Homer (quien estaba ocupado peleando con Godzilla). Marge está aterrorizada al principio, pero luego ve el lado amable de Homer cuando él queda atraído con el perfume de la dama, y se hacen amigos. Sin embargo, el Sr. Burns captura a King Homer gracias a una bomba de gas. De regreso en Nueva York, el grupo presenta a King Homer en el teatro Broadway. Los flashes de los fotógrafos enfurecen a King Homer, quien se libera de sus cadenas. King Homer ve a Shirley Temple en el escenario y la devora. Luego, secuestra a Marge y camina por la ciudad, comiendo a mucha gente. Después, trata de escalar el Empire State, pero no logra llegar muy alto. King Homer cae al suelo, exhausto, y Marge le sugiere comer más vegetales y menos gente. Finalmente, King Homer y Marge se casan. La historia termina con la boda, y King Homer se come al padre de Marge (a pesar de ello, Marge no está enojada).

### Dial 'Z' For Zombies
Marque Z para Zombis
Mientras busca libros en la biblioteca de la Escuela Primaria de Springfield para un reporte, Bart encuentra un libro de magia negra en la "Sección Oculta" de la biblioteca. Esa noche, cuando Lisa le recuerda que ese día se cumplía un año de la muerte de su gato, Snowball I, Bart sugiere que podrían usar el libro para resucitar al gato. En el cementerio de mascotas de Springfield, Bart pronuncia un hechizo del libro, pero accidentalmente reanima cadáveres humanos, que descansaban en paz en el cementerio aledaño. Los zombis aterrorizan a Springfield, volviendo zombi a mucha gente, incluyendo al director Skinner, Ned Flanders y Krusty the Clown. Mientras tanto, la familia Simpson sella todas las puertas y ventanas excepto la puerta trasera, la cual estaba a cargo de Homer, quien había preferido quedarse viendo televisión que cerrarla. Muchos zombis entran en la casa y comienzan a perseguir a la familia. Lisa se da cuenta de que la biblioteca debía tener un libro con un contrahechizo para la maldición. La familia corre hacia el auto, bajo la protección de la escopeta de Homer. Flanders aparece y pregunta si puede morder la oreja de Homer. Homer le responde disparándole y matándolo con su arma. La familia grita, sorprendida, que había matado al zombi de Flanders. Homer responde: "Ah, ¿era un zombie?"
Los Simpson, luego, llegan a la Primaria de Springfield y entran, matando a los zombis que se les cruzan en el camino. Numerosos muertos tratan de atacar a la familia, incluyendo a George Washington, Albert Einstein, y William Shakespeare. Homer les dispara a todos y la familia llega a la sección oculta de la biblioteca. Bart, desesperado, busca el libro adecuado, mientras los zombis tratan de entrar por la puerta. Bart logra encontrar el libro y pronunciar el contrahechizo, por lo que los zombis regresan a sus tumbas. La mañana después del desastre, el Alcalde Diamante da un discurso a la ciudad parodiando los discursos de los finales de las películas cuyo tema principal es una tragedia. Mientras tanto, los Simpson están mirando TV y Marge remarca que tuvieron suerte por no haber sido convertidos en zombis. Sin embargo, mientras siguen con la mirada fija en la pantalla, la familia entera habla con voces monótonas, al igual que lo hacen los zombis.

## Producción
Originalmente, hubo problemas en la realización del episodio, cuando llegó de Corea la versión en color. Faltando solo seis semanas para el estreno, los escritores hicieron casi cien cambios en los diálogos, un acontecimiento muy poco común. Se decidió revisar completamente el libreto luego de haber tenido un mal recibimiento entre los animadores y escritores. Las lápidas que aparecen al principio y durante el episodio dejaron de hacerse posteriormente porque se hacía difícil pensar nuevas ideas. En el segmento "Dial Z for Zombies", se puede ver una lápida graciosa, en la escena en que dos zombis salen de sus tumbas. Los nombres Jay Kogen y Wolodarsky (dos de los escritores de Los Simpson que trabajaron en el episodio) están escritos en las tumbas, aunque Wolodarsky (Wolodorsky) y Kogen (Kogan) está escrito incorrectamente. El segmento "King Homer" es uno de los favoritos de Matt Groening de todos los cortos de Noche de Brujas. Al Jean no estaba muy seguro de si este segmento tendría buen recibimiento, porque era en blanco y negro y muy largo, y pensaba que muchas personas pensarían que sus televisores estaban dañados. La línea "Ah, ¿era un zombie?", creada por Mike Reiss, es una de las frases más clásicas de la historia de la serie.